# Antonov An-218
Antonov An-218 là một dự án thiết kế chế tạo một mẫu máy bay dân dụng thương mại cỡ lớn của Phòng thiết kế Antonov. Đây là một thiết kế có hai động cơ, dự định có thể chở được khoảng 350 hành khách, nhưng nó không bao giờ được sản xuất.

## Thông số kỹ thuật (An-218-100, theo thiết kế)

### Đặc điểm riêng
- Phi đoàn: 2
- Sức chứa: 300/350/400 hành khách (phụ thuộc cách bố trí ghế ngồi)
- Chiều dài: 59.79 m (196 ft 1 in)
- Sải cánh: 50.0 m (164 ft)
- Chiều cao: 15.7 m (51 ft 6 in)
- Diện tích cánh: 270 m² (2.900 ft²)
- Trọng lượng rỗng: 90.000-91.000 kg (20.000 lb)
- Trọng lượng cất cánh: n/a
- Trọng lượng cất cánh tối đa: 170.000 kg (370.000 lb)
- Động cơ: 2× động cơ turbin phản lực cánh quạt Progress D18T1, 255 kN (57.000 lbf) mỗi chiếc

### Hiệu suất bay
- Vận tốc cực đại: 870 km/h (470 kt, 540 mph)
- Tầm bay: 11.500 km (6.200 nm, 7.200 mi)
- Trần bay: n/a
- Vận tốc lên cao: n/a
- Lực nâng của cánh: n/a
- Lực đẩy/trọng lượng: n/a

## Nội dung liên quan

### Máy bay có tính năng tương đương
- Airbus A330
- Boeing 767
- Ilyushin Il-96
- Tupolev Tu-304
- An-400